# Коростылёв, Вадим Николаевич
Вади́м Никола́евич Коростылёв (3 августа 1923, Москва — 1 июня 1997, Москва) — русский советский писатель, поэт, драматург, сценарист.

## Биография
Родился 3 августа 1923 года в Москве.
После школы был принят в театральную студию Станиславского и вскоре был занят в спектакле «Ревизор».
Когда началась Великая Отечественная война, сразу записался добровольцем в комсомольский батальон. Во время вражеской атаки под Ельней был тяжело контужен. После двух лет лечения комиссован по состоянию здоровья.
В 1943 году поступил в Литературный институт имени А. М. Горького, на поэтическое отделение. Сразу после Великой Отечественной войны, не окончив института, отправился на Север. Был некоторое время руководителем зимовки Карской научно-промысловой экспедиции. Продолжал писать стихи и в 1947 году приезжает в Москву на Всесоюзное совещание молодых писателей как делегат Крайнего Севера.
В 1951 году дебютировал книгой стихотворений. В 1955 году начал писать сценарии для Московского ТЮЗа. Становится автором стихов некоторых популярных песен (начиная с фильма «Карнавальная ночь»). Затем стал писать сценарии для кино («Айболит-66», «Король-олень» и другие), телеспектаклей («Димка-невидимка», «Про Ивана-Не-Великана»), мультфильмов («Вовка в Тридевятом царстве» и другие). Автор семи исторических пьес и книг для детей.
Считал себя последователем Юрия Тынянова. Продолжал в советской литературе традиции, начатые Корнеем Чуковским и Евгением Шварцем
Скончался 1 июня 1997 года в Москве. Похоронен на Донском кладбище.

## Сочинения

### Пьесы
| - «Через сто лет в берёзовой роще» - «Шаги командора» - «Дон Кихот ведёт бой» | - «Варшавский набат» - «Праздник одиночества» - «Десять минут надежды» | - «Бригантина» - «Пиросмани» - «Кукла Надя и другие» |

Ссылка на пьесы: https://theatre-library.ru/authors/k/korostylev_vadim

### Сценарии
Фильмы и мультфильмы

| Год  |    | Название                     | Примечания                 |
| ---- | -- | ---------------------------- | -------------------------- |
| 1956 | ф  | Карнавальная ночь            | Автор текстов песен        |
| 1957 | мф | Опять двойка                 | Сценарист                  |
| 1961 | мф | Чиполлино                    | Автор текста песни         |
| 1962 | мф | Королева Зубная щётка        | Сценарист                  |
| 1965 | мф | Вовка в Тридевятом царстве   | Сценарист                  |
| 1966 | ф  | Айболит-66                   | Сценарист                  |
| 1967 | ф  | Спасите утопающего           | Автор стихотворного текста |
| 1969 | ф  | Король-олень                 | Сценарист                  |
| 1970 | ф  | Зелёные цепочки              | Автор текста песни         |
| 1975 | ф  | Честное волшебное            | Сценарист                  |
| 1980 | ф  | Здравствуйте все!            | Сценарист                  |
| 1983 | ф  | Человек из страны Грин       | Сценарист                  |
| 1983 | ф  | Лишний билет                 | Сценарист                  |
| 1986 | ф  | Тайна Снежной королевы       | Сценарист                  |
| 1988 | мф | Дождливая история            | Сценарист                  |
| 1994 | ф  | Волшебник Изумрудного города | Сценарист                  |
| 1995 | ф  | Грибоедовский вальс          | Сценарист                  |

### Сборники стихов
- 1951 — «За Полярным кругом»;
- 1955 — «Семь дней»;
- 1956 — «Север — Юг».

## Театральные постановки
- 1955 год — спектакль «Димка-Невидимка» в Центральном детском театре;
- 1957 год — спектакль «О чём рассказали волшебники» в Московском ТЮЗе;
- 1960 — «Приключения Пузырька» в Московском театре Юного зрителя;
- 1978 год — спектакль «Король Пиф-Паф» в Ленинградском театре комедии[7];
- 1980 год — спектакль «Про Ивана-Не-Великана» в Театре имени Евгения Вахтангова[8];
- 2020 год — спектакль «История Царя Гороха» в Пермском театре юного зрителя[9].

Спектакли, поставленные при жизни автора, имели драматургическую основу, созданную самим Вадимом Коростылёвым, в то время как спектакль 2020 года, поставленный в Пермском ТЮЗе, основан на пьесе Ильи Губина, написанной по мотивам повести Вадима Коростылёва «Король Пиф-Паф, или Сказка про Ивана-Не-Великана». 